# Davor Špehar
Davor Špehar (Zagreb, 9. veljače 1988.) je hrvatski nogometaš koji trenutačno igra za Osijek kao branič.